# Batalla d'Apamea
La batalla d'Apamea va tenir lloc al segle xv aC al sud d'Apamea, localitat al nord-oest d'Alep, o a Halab

## Antecedents
Mittani va conquerir al voltant del 1500 aC Alalakh i probablement s'estenia fins Arrapha a l'est, Terqa al sud i Kizzuwatna a l'oest.
Tuthmosis va decidir portar el domini egipci a Síria coincidint amb el màxim poder de Mitanni. En aquesta època a Síria els poders dominants eren el regne de Tunip, vassall de Mitanni i Cadeix o Kadesh, que dominava un extens territori fins a Megiddo, a Palestina. Tuthmosis va decidir començar per Cadeix, que va fer una coalició de petits prínceps (330 estats la majoria aliats de Mitanni) i va establir el seu quarter general a Megiddo. Els dos exèrcits es van enfrontar prop de la ciutat i els sirians es van haver de tancar darrere de les muralles. El setge va durar set mesos fins que finalment la ciutat es va rendir i 119 ciutats van quedar sotmeses a Egipte (però probablement incloent ciutats que foren ocupades pels egipcis amb campanyes paral·leles) entre elles Damasc, però no pas Cadeix.

## Batalla
Tuthmosis III de l'antic Egipte va derrotar en una batalla l'exèrcit de Mitanni, comandat per Parsatatar i el va posar en fuita.